# باز شو سسمی

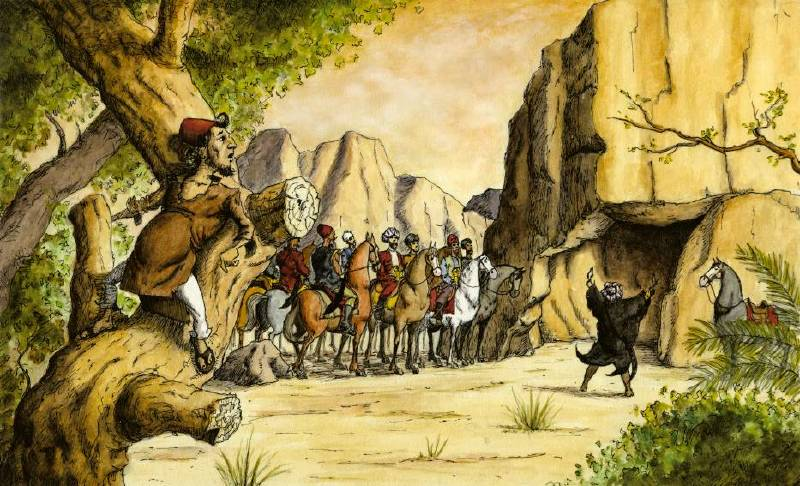
علی‌بابا در حال شنیدن «سسمی، باز شو» از یکی از دزدها.

«باز شو سسمی» (عربی: افتح یا سمسم‎) وردی جادویی در داستان «علی‌بابا و چهل دزد» از کتاب هزار و یک شب نسخهٔ آنتوان گالان است. با گفتن این ورد، دهانهٔ غاری که چهل دزد در آن گنجی پنهان کرده‌اند، باز می‌شود.

## ریشه‌شناسی
این عبارت برای اولین بار در ترجمه فرانسوی هزار و یک شب آنتوان گالان (۱۷۰۴–۱۷۱۷) به صورت Sésame, ouvre-toi (به معنی"سسمی، خودت را باز کن") ظاهر می‌شود. در داستان، علی‌بابا صدای یکی از ۴۰ دزد را می‌شنود که می‌گوید سسمی، باز شو. برادرش هم که بعداً نمی‌تواند این عبارت را به خاطر بیاورد، آن را با نام غلاتی غیر از کنجد (سسمی) اشتباه می‌گیرد و در غار جادویی گیر می‌افتد.
دانه‌های کنجد در یک غلاف بذر رشد می‌کنند که وقتی به بلوغ می‌رسد، شکافته می‌شود، و عبارت «سسمی، باز شو» برای پدیدار کردن گنج‌ها، احتمالاً از همین‌جا نشات می‌گیرد. در اعمال جادویی بابلی‌ها از روغن کنجد استفاده می‌شد. اما مشخص نیست که کلمه سسمی در واقع به گیاه یا دانه کنجد اشاره دارد. سسمی ممکن است تکراری از «šem» (به عبری یعنی خدا)، یا برگرفته از واژه کابالیستی «šem-šāmayīm»، «نام بهشت» در تلمود باشد.

## طبقه‌بندی
سسمی، باز شو توسط استیت تامپسون به عنوان عنصر موتیف D1552.2 طبقه‌بندی شده و در توضیحات آن آمده که: «کوه را به شکلی جادویی باز می‌کند».